# Токари (Поморське воєводство)
Токари (пол. Tokary, нім. Tockar) — село в Польщі, у гміні Пшодково Картузького повіту Поморського воєводства.
Населення — 312 осіб (2011).
У 1975-1998 роках село належало до Гданського воєводства.

## Демографія
Демографічна структура станом на 31 березня 2011 року:
|          | Загалом | Допрацездатний вік | Працездатний вік | Постпрацездатний вік |
| -------- | ------- | ------------------ | ---------------- | -------------------- |
| Чоловіки | 163     | 45                 | 112              | 6                    |
| Жінки    | 149     | 38                 | 92               | 19                   |
| Разом    | 312     | 83                 | 204              | 25                   |